# Матті Салмінен
Матті Калерво Салмінен (нар. 7 липня 1945) — фінський оперний співак (бас), нині на пенсії, який співав у найвидатніших оперних театрах світу, зокрема на фестивалях Метрополітен і Байройт . Він вирізняється імпозантною фігурою та зростом 198 см, каверно подібним, важким, моторошним голосом із широким верхнім регістром та виразним обличчям. За словами одного рецензента, у свій розквіт Салмінен був «…найсильнішим басом у неволі. Справа не тільки в тому, що його рев надихає оркестр Вагнера, а в способі виділяє милозвучність і формує колір» .
Салмінен має особливий дар грати грізних, загрозливих персонажів. Він виступав у ролях Фафнера та Хагена у відеотрансляції PBS Ring Cycle з Метрополітен-опери з найбільшою кількістю глядачів Ring в історії.

## Біографія
Салмінен народився в Турку. В юності заробляв, співаючи фінське танго в нічних клубах, аби піти на уроки вокалу, Видав антологію фінських танго. Вперше він привернув увагу публіки, коли йому було лише 24 роки, як щасливий дублер у ролі короля Філіпа II. Він продовжував виконувати цю роль до (майже) кінця своєї кар'єри. У 2014 році було випущено DVD
Салмінен — актор, який часто появляється на відео, тричі грає Хагена на DVD; також грав дві вистави як Commendatore, кілька вистав як Sarastro, дві як Hunding і дві як Daland . Також доступні відеозаписи виступів і фільмів, де він в ролі короля Філіпа II, Великиого інквізитора, Сенека, Гурнеманца, Погнера, короля Марке, Каспара, Распутіна, Бориса Годунова і князя Івана Хованського .
На Байройтському фестивалі в 1976 році він вперше з'явився як Тітурель (Парсифаль), Гундінг (Валькірія) і Фазолт (Золото Рейну) у виставі Jahrhundertring (Столітній перстень), де відзначалося як і сторіччя фестивалю, так і першу виставу повного циклу під диригуванням П'єра Булеза та постановкою Патріса Шеро, записаний і знятий у 1979 та 1980 роках. Він продовжував працювати до 1989 року, додавши Фафнера (Das Rheingold, Siegfried), Даланда (Der fliegende Holländer), короля Марке (Tristan und Ізольда), Генріха (Lohengrin), Погнера (Die Meistersinger von Nürnberg), Ландграфа (Tannhäuser) і Хагена (Götterdämmerung) до його ролей. Він дебютував у Метрополітен-опері в ролі короля Марка 9 січня 1981 року і грав там 132 рази в кількох ролях до 28 березня 2008 року .
Він співав у прем'єрах Саллінена Кунінгас Ліра у 2000 році («Король Лір», головна роль) і Юкки Лінколи у 2011 році («Робін Гуд», Шериф).
Окрім оперних ролей, Салмінен співає духовну музику та концертує. У грудні 2016 року він дав прощальний концерт у Цюрихському оперному театрі .

## Нагороди та відзнаки
- Салмінен отримав дві нагороди Греммі за найкращий оперний запис, у 1982 та 1991 роках, обидві за записи оркестру Вагнера.[14]
- У 2017 році Салмінен отримав нагороду ICMA за життєві досягнення.[15]
- У 1988 році він отримав медаль Pro Finlandia ордена Лев Фінляндії.[16]
- Йому тричі нагороджували титулом Kammersänger: у Берліні в 1995 році, в Баварії та Австрії в 2003 році[17] .